# New Blood: Live in London
New Blood: Live in London ist der siebte Konzertfilm und das zehnte Videoalbum insgesamt des englischen Singer-Songwriters und Rock-Musikers Peter Gabriel, das erstmals am 24. Oktober 2011 von Real World Records veröffentlicht wurde und dessen Aufnahmen bei zwei Konzerten der The New Blood Tour am 23. und 24. März 2011 im Hammersmith Apollo im Londoner Stadtteil Hammersmith entstanden sind.

## Hintergrund
Die Konzerte wurden am 23. und 24. März 2011 im Hammersmith Apollo in London-Hammersmith aufgenommen. Sie umfassen das gleiche Programm wie bei dem Livealbum mit dem Titel Live Blood, das ein halbes Jahr später am 23. April 2012 erschienen ist. Gabriel trat dort gemeinsam mit dem New Blood Orchestra und den Sängerinnen Ane Brun, Melanie Gabriel und Sevara Nazarxon und dem Pianisten Tom Cawley, der bereits auf der Studio-Veröffentlichung New Blood dabei gewesen war, auf.
Die Setlist umfasste Lieder aus seinem vorherigen Orchester-Coveralbum Scratch My Back und neue Arrangements für Orchester seiner Solo-Lieder, von denen die meisten am 10. Oktober 2011 auf dem Studioalbum New Blood erschienen sind. Eine gekürzte Einzel-CD-Version von Live Blood war Teil der 2011 erschienenen New Blood Deluxe Edition DVD. Die Konzerte wurden in 2D und 3D gefilmt. Der Inhalt des Videoalbums ist deckungsgleich mit dem ein halbes Jahr später erschienenen Audioalbum Live Blood.
Der am 26. September 2010 im Amphitheater Anfiteatro Arena Di Verona in Verona, Venetien, Italien entstandene Film Live in Verona – Scratch My Back and Taking The Pulse von Anna Gabriel mit abweichendem Inhalt wurde nur zum Streaming angeboten und nicht im Kino oder auf physischen Bildträgern veröffentlicht. Stattdessen entschloss sich Peter Gabriel die beiden Konzerte im Hammersmith Apollo im Rahmen der The New Blood Tour zu veranstalten und filmen zu lassen.
Die 3D-Version ist keine identische Wiederholung des 2D-Films, sondern besitzt in vielen Szenen eine eigene abweichende Bildführung. Diese ist in der 3D-Version ruhiger und zeigt etwa mehr Vorbeifahrten an den Orchestermusikern und deren Instrumenten. Außerdem ist weniger vom Gesamtgeschehen und dafür mehr Nahaufnahmen von Peter Gabriel zu sehen. Eine leicht gekürzte Fassung des 3D-Films war vorab in Kinos zu sehen.

## Veröffentlichung
Der Film wurde in verschiedenen Ausgaben veröffentlicht:
- DVD mit dem Hauptfilm in 2D und Extras
- Blu-ray mit dem Hauptfilm in 2D und Extras
- 3D-Blu-ray ohne Extras zusammen mit der 2D Blu-ray und der DVD
- Deluxe Edition mit 4 Discs: Den Konzertfilm jeweils auf Blu-ray und DVD, dazu das Studio-Audio-Album New Blood und eine weitere CD mit einer gekürzten Fassung des Livealbums Live Blood mit 10 Titeln

## Entstehung
Die Orchester-Versionen der Lieder wurden von John Metcalfe zusammen mit Peter Gabriel arrangiert, außer Signal to Noise, das von Peter Gabriel und Will Gregory arrangiert wurde, und The Book of Love, das von Nick Ingman arrangiert wurde. Die Lieder wurden von Ben Foster dirigiert, der vor allem durch seine Arbeit an der BBC-Science-Fiction-Serie Doctor Who bekannt ist, mit Ausnahme von In Your Eyes, das von John Metcalfe dirigiert wurde. Das New Blood Orchestra trat 2023 wieder in immer wechselnden, den jeweiligen Titeln angepassten Besetzungen auf fast allen Songs seines zehnten (bzw. achten mit Originalmaterial) Studioalbum i/o auf.

## Titelliste
Alle Lieder wurden von Peter Gabriel geschrieben, außer wenn anders angegeben.

### Hauptfilm
1. Intruder (im Original von: Peter Gabriel (Melt), 1980)
2. Wallflower (im Original von: Peter Gabriel (Security), 1982)
3. The Boy in the Bubble (geschrieben von: Paul Simon)
4. Après Moi (geschrieben von: Regina Spektor)
5. The Drop (im Original von: Up, 2002)
6. Washing of the Water (mit Melanie Gabriel) (im Original von: Up, 1992)
7. The Book of Love (geschrieben von: Stephin Merritt)
8. Darkness (im Original von: Up, 2002)
9. The Power of the Heart (geschrieben von: Lou Reed)
10. Biko (im Original von: Peter Gabriel (Melt), 1980)
11. San Jacinto (im Original von: Peter Gabriel (Security), 1982)
12. Digging in the Dirt (im Original von: Us, 1992)
13. Signal to Noise (im Original von: Up, 2002)
14. Downside-Up (mit Melanie Gabriel) (im Original von: OVO, 2000)
15. Mercy Street (im Original von: So, 1986)
16. The Rhythm of the Heat (im Original von: Peter Gabriel (Security), 1982)
17. Blood of Eden (im Original von: Us, 1992)
18. Red Rain (im Original von: So, 1986)
19. Solsbury Hill (im Original von: Peter Gabriel (Car), 1977)
20. In Your Eyes (mit Sevara Nazarxon) (im Original von: So, 1986)
21. Don’t Give Up (mit Ane Brun) (im Original von: So, 1986)
22. The Nest That Sailed the Sky (im Original von: OVO, 2000)

### Extras
1. Blood Donors, Kurzdokumentation von den Aufbau- und Vorbereitungsmaßnahmen der beiden Konzerte und mit Interviews mit Peter Gabriel, John Metcalfe, Ben Foster und Blue Leach

## Mitwirkende

### Hauptmusiker
- Ane Brun – Begleitgesang, Hauptgesang bei Don’t Give Up
- Tom Cawley – Piano, Begleitgesang
- Melanie Gabriel – Begleitgesang, Hauptgesang bei Downside-Up
- Peter Gabriel – Hauptgesang
- John Metcalfe – Celesta
- Sevara Nazarxon – Gesang (bei In Your Eyes)

### Orchesterpersonal
- New Blood Orchestra:
  - erste Geigen – Louisa Fuller (Konzertmeisterin), Cathy Thompson, Emma Parker, Ian Belton, Ian Humphries, Natalia Bonner, Rita Manning, Roland Roberts
  - zweite Geigen – Martin Burgess (Prinzipal), Alison Dods, Charles Mutter, Clare Hayes, Debbie Widdup, Jeremy Morris, Katherine Shave, Odile Ollagnon
  - Bratschen – Helen Kamminga, Ian Rathbone, Jon Thorne, Paul Cassidy, Reiad Chibah, Fiona Bonds (Prinzipal)
  - Celli – Caroline Dale, Chris Worsey, Ian Burdge, Jacqueline Thomas, Nick Roberts, Will Schofield (Prinzipal)
  - Kontrabass – Ben Russell, Richard Pryce, Steve Rossell, Chris Laurence (Prinzipal)
  - Flöte, Altflöte, Piccoloflöte – Eliza Marshall
  - Klarinette, Bassklarinette – Jon Carnac
  - Fagott – Sarah Burnett
  - Oboe – Alun Darbyshire
  - Trompete, Piccolotrompete – Dan Newell, Andy Crowley (Prinzipal)
  - Waldhorn – Phil Woods, Nigel Black (Prinzipal)
  - Tenorposaune – Dan Jenkins, Tracy Holloway (Prinzipal)
  - Bassposaune – Mark Frost
  - Tuba – David Powell
  - Perkussion – Joby Burgess, Rob Farrer, John Metcalfe
  - Dirigent – Ben Foster, John Metcalfe (bei In Your Eyes)
  - Arrangements für Orchester und musikalische Leitung – John Metcalfe (außer bei The Book of Love und Signal To Noise), Peter Gabriel, Nick Ingman (bei The Book of Love), Will Gregory (bei Signal To Noise)
  - Contractor – Leila Stacey
  - Tour Manager – Julie Guerrin

### Technisches Personal
- Mat Arnold – Toningenieur-Assistent
- Scott Barnett – Toningenieur-Assistent, Pro Tools-Editor, Orchester-Techniker
- Marc Bessant – Künstlerischer Leiter (Visuelles Konzept)
- Britannia Row Productions – Tontechnik
- Jamie Brownlow – Toningenieur-Assistent
- Richard Chappell – Toningenieur, Ingenieur (Peter Gabriel), Tontechniker (Peter Gabriel)
- Joss Crowley – Produzent
- Robin Delwish – Toningenieur-Assistent
- Gerry Fradley – System-Techniker
- Peter Gabriel – Künstlerischer Leiter (Visuelles Konzept), leitender Produzent (Real World Records), Filmproduktionsleiter
- Chris Goddard – Toningenieur-Assistent
- Steve Gschmeissner – Fotografie (Cover)
- Julie Guerrin – Leiterin der Musikproduktion (Orchester-Tournee)
- Rachael Henley – Management (Assistentin für Peter Gabriel)
- Geoff Kempin – leitender Produzent (Eagle Rock Entertainment)
- Mike Large – leitender Produzent (Real World Records), Management
- Blue Leach – Künstlerischer Leiter (Visuelles Konzept), Filmregisseur
- Robbie McIntosh – Management (Weltweites Marketing und Projektmanagement für Real World Records)
- Dee Miller – Toningenieur (Monitor)
- Jimmy Nicholson – Bühnen-Techniker
- Annie Parsons – Management (Assistentin für Peter Gabriel)
- Tiff Pike – Management
- Necker Rountree – Toningenieur-Assistent
- Terry Shand – Ausführender Produzent (Eagle Rock Entertainment)
- Will Shapland – Tonaufnahme
- Richard Sharratt – Mixing-Ingenieur (Front of House)
- Owen Shiers – Toningenieur-Assistent
- Rob Sinclair – Künstlerischer Leiter (Visuelles Konzept), Lichttechnischer Leiter, Produktionsleiter
- Adam Smith – Techniker (Front Of House)
- York Tillyer – Fotografie (DVD-Booklet)
- Michael Thomas – Management